# Dominika Křesťanová
Dominika Křesťanová (* 1966) je česká překladatelka a redaktorka. Na Filozofické fakultě Univerzity Karlovy vystudovala moderní filologii, obor angličtina-norština. Překládá především irskou, anglickou a americkou beletrii. V minulosti pracovala též v redakci Readers' Digest a jako učitelka anglického jazyka na střední škole. Její matkou je spisovatelka a překladatelka Bohumíra Peychlová (* 1935), otcem byl Jiří Šlitr.
V letech 2005 a 2006 působila v porotě Ceny Josefa Jungmanna. Za svou překladatelskou činnost dvakrát obdržela od Obce překladatelů tvůrčí odměnu Ceny Josefa Jungmanna, a sice v roce 2003 za překlad knihy Petera Careyho Pravdivý příběh Neda Kellyho a jeho bandy a v roce 2009 za překlad knihy Anne Enrightové Shledání. Její překlady ocenila též IBBY, která jí udělila Zlatou stuhu za rok 2006 za překlad knihy Philipa Pullmana Hodinový strojek, stejnou cenu za rok 2008 za překlad knihy Philipa Reeva Tajemství prstenců Saturnu a roku 2010 za tutéž knihu Čestnou listinu IBBY.

## Vybrané překlady
(řazeno alfabeticky)
- Carey, Peter: Pravdivý příběh Neda Kellyho a jeho bandy (Praha: Argo, 2003)
- Conaghan, Brian: Když pan Pes kousne (Praha: Argo, 2016)
- Enright, Anne: Shledání (Praha: Odeon, 2009)
- Konar, Affinity: Mischling (Praha: Odeon, 2016)
- Nicholls, David: Jeden den (Praha: Argo, 2011), Tři na cestě (Praha: Argo, 2015)
- Pullman, Philip: Hodinový strojek, aneb, Příběh na jedno natažení (Praha: Mladá fronta, 2006), trilogie Jeho temné esence (3 svazky, Praha: Argo, 2007)
- Rushdie, Salman: Luka a oheň života (Praha a Litomyšl: Paseka, 2013)
- Trevor, William: Andělé v Ritzu (Praha: Mladá fronta, 1998), Děti z Dynmouthu (Praha: Mladá fronta, 2001)
- Zusak, Markus: Smečka rváčů (Praha: Argo, 2015)
- Zusak, Markus: Když psi pláčou (Praha: Argo, 2016)